# Bebi Dol

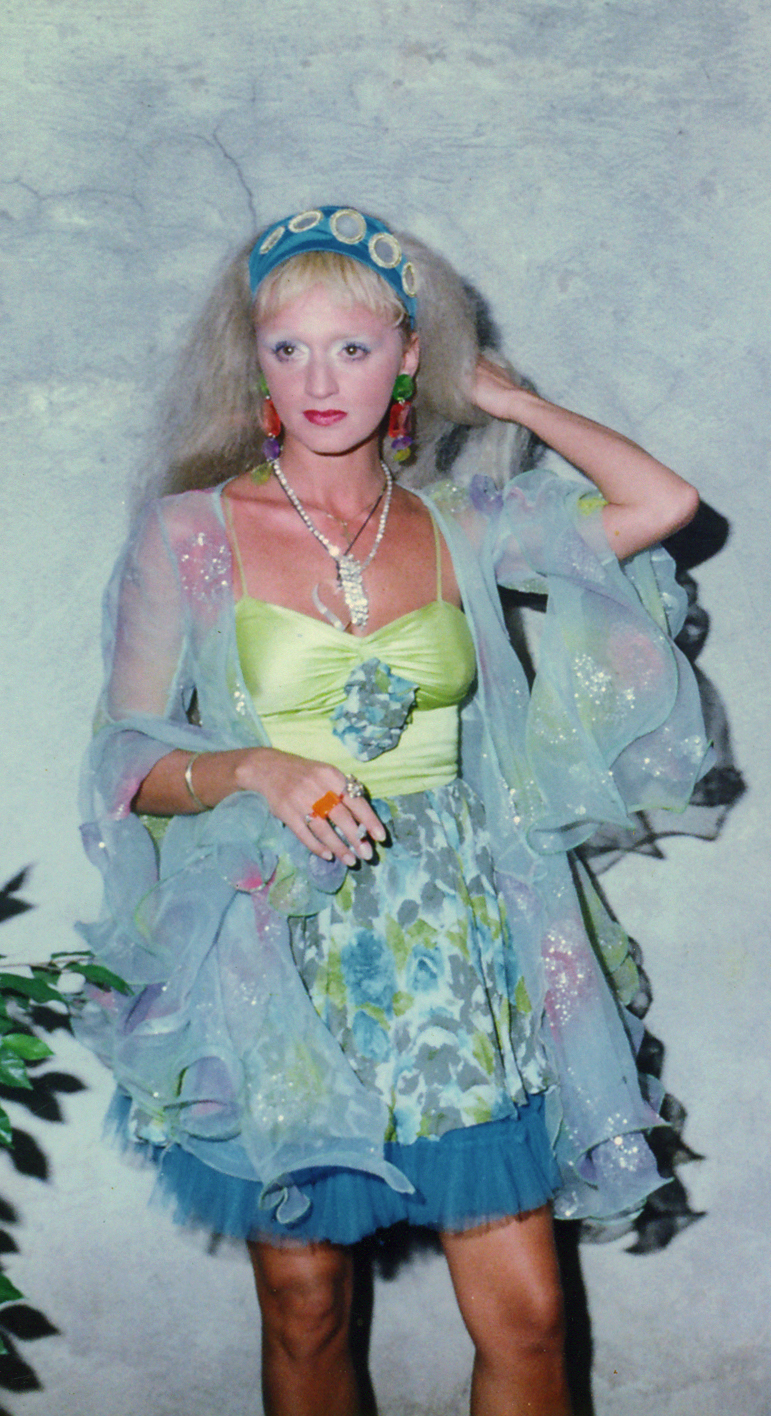
Bebi Dol in 1991

Bebi Dol is de artiestennaam van de Servische zangeres Dragana Šarić (Servisch: Драгана Шарић) (Belgrado, 2 oktober 1964). 
Haar vader was jazz-muzikant en hielp haar aan een muzikale carrière. Ze bracht haar eerste single Mustaf uit in 1983
Ze vertegenwoordigde Joegoslavië op het Eurovisiesongfestival 1991 met het lied Brazil nadat ze eerst de preselectie Jugovizija won. Het land had een eer hoog te houden na vele goede resultaten eind jaren 80 waaronder de overwinning van Riva in 1989. Baby Doll kreeg slechts 1 punt waardoor ze troosteloos voorlaatste eindigde.
In 2004 waagde de zangeres opnieuw haar kans in de Servische voorronde Beovizija maar kon zich daarin niet kwalificeren voor de nationale voorronde Evropesma.
1961: Ljiljana Petrović · 
1962: Lola Novaković · 
1963: Vice Vukov · 
1964: Sabahudin Kurt · 
1965: Vice Vukov · 
1966: Berta Ambrož · 
1967: Lado Leskovar · 
1968: Luciano Kapurso & Hamo Hajdarhodžić · 
1969: Ivan & 3M · 
1970: Eva Sršen · 
1971: Krunoslav Slabinac · 
1972: Tereza · 
1973: Zdravko Čolić · 
1974: Korni · 
1975: Pepel in Kri · 
1976: Ambasadori · 
1981: Seid Memić-Vajta · 
1982: Aska · 
1983: Danijel Popović · 
1984: Vlado & Izolda · 
1986: Doris Dragović · 
1987: Novi Fosili · 
1988: Srebrna Krila · 
1989: Riva · 
1990: Tajči · 
1991: Bebi Dol · 
1992: Extra Nena